# Los Angeles City Hall
El Los Angeles City Hall és l'edifici hi ha l'ajuntament de Los Angeles (Califòrnia), al número 200 de North Spring Street. L'immoble té una alçària de 138 metres i va ser construït entre 1926 i el 1928 per iniciativa del batlle George Cryer i és un exemple d'Art déco. Els arquitectes varen ser John Parkinson, John Austin i Albert Martin. La part superior de l'immoble es considera que s'assembla al Mausoleu d'Halicarnàs, una de les set meravelles del món antic. L'immoble va ser construït amb formigó utilitzant sorra de cadascun dels 58 comtats de Califòrnia. A la part superior de l'immoble hi ha un senyal lluminós que brilla a la nit. Al 27è pis hi ha un observatori obert al públic. Les façanes estan fetes de granit i de terracota. El Los Angeles City Hall fou l'immoble més alt de l'aglomeració de Los Angeles fins a 1964.